# Osvalds Nodevs
Osvalds Nodevs (ur. 1896 w miejscowości Selkul w guberni inflanckiej, zm. 29 sierpnia 1938) – funkcjonariusz radzieckich służb specjalnych, starszy major bezpieczeństwa państwowego, ludowy komisarz spraw wewnętrznych Turkmeńskiej SRR (1937).

## Życiorys
Łotysz, 1912-1916 kształcił się w seminarium nauczycielskim w Wolmarze (obecnie Valmiera), a 1917-1918 w Instytucie Nauczycielskim w Pskowie. Od 1914 członek SDPRR(b), 1916-1917 pracował jako nauczyciel, od marca do września 1917 był przewodniczącym wiejskiego komitetu agrarnego, 1917-1918 ponownie był nauczycielem. Od 1918 do kwietnia 1919 kierownik "kultproswieta" gubernialnego komisariatu wojskowego w Pskowie, od kwietnia do grudnia 1919 przewodniczący okręgowego trybunału rewolucyjnego w Wielkich Łukach, od grudnia 1919 do października 1921 zastępca przewodniczącego gubernialnej Czeki w Pskowie. Od 2 listopada 1921 do 6 lutego 1922 przewodniczący Czeki przy Karelskiej Komunie Pracowniczej, od lutego do kwietnia 1922 szef karelskiego obwodowego oddziału GPU, od 15 kwietnia do 27 czerwca 1922 szef Oddziału XI Wydziału Tajnego GPU NKWD RFSRR, od 27 czerwca 1922 do 16 kwietnia 1923 szef gubernialnego oddziału GPU w Penzie, od 26 kwietnia 1923 do 27 marca 1924 szef gubernialnego oddziału GPU w Stawropolu. Od 17 kwietnia 1924 do 11 marca 1927 szef czarnomorskiego okręgowego oddziału GPU, równocześnie od lutego 1925 do grudnia 1926 szef działu ochrony pogranicznej czarnomorskiego okręgowego oddziału GPU, od grudnia 1926 do marca 1927 szef 32 Oddziału Pogranicznego OGPU w Noworosyjsku, od 11 marca 1927 do 15 marca 1932 szef Zarządu Tajno-Operacyjnego i zastępca pełnomocnego przedstawiciela OGPU przy Radzie Komisarzy Ludowych ZSRR na Uralu. Od marca 1932 do lipca 1935 funkcjonariusz Wydziału Zagranicznego OGPU/NKWD ZSRR, od lipca 1935 do stycznia 1937 zastępca szefa Zarządu NKWD Azerbejdżańskiej SRR, od 29 listopada 1935 starszy major bezpieczeństwa państwowego. Od lutego do lipca 1937 zastępca szefa Wydziału VII Głównego Zarządu Bezpieczeństwa Państwowego, od 20 lipca do 17 grudnia 1937 ludowy komisarz spraw wewnętrznych Turkmeńskiej SRR. Odznaczony Odznaką "Honorowy Funkcjonariusz Czeki/GPU (V)" (1925) i Odznaką "Honorowy Funkcjonariusz Czeki/GPU (XV)" (1935). 
17 grudnia 1937 aresztowany, 29 sierpnia 1938 skazany na śmierć przez Kolegium Wojskowe Sądu Najwyższego ZSRR i rozstrzelany. 3 listopada 1954 pośmiertnie zrehabilitowany.